# Хакея круглокрылая
Хакея круглокрылая (лат. Hakea cycloptera) — кустарник, вид рода Хакея (Hakea) семейства Протейные (Proteaceae), эндемик Южной Австралии. Небольшой раскидистый куст с обильными бледно-розовыми или белыми цветами, появляющимися с декабря по август.

## Ботаническое описание
Hakea cycloptera — разветвлённый кустарник высотой 0,3—1,3 м. Небольшие ветви и молодые листья белые и гладкие. Листья игольчатые, покрыты мягкими шелковистыми волосками или гладкие, обычно длиной 5—15 см и шириной 1,1—1,9 мм, оканчивающиеся острой вершиной 1—2,8 мм в длину. Соцветие состоит из 1—14 белых или бледно-розовых цветков и появляется в кистях в пазухах листьев. Цветочный стебель длиной 0,5—3 мм со сплюснутыми белыми волосками. Гладкие цветоножки имеют длину 2,5—6 мм. Околоцветник либо розовый, либо белый, длиной 4—6,5 мм, гладкий, голубовато-зелёный с порошкообразной плёнкой. Столбик 7—12 мм в длину. Бородавчатые или морщинистые плоды имеют широкую эллиптическую форму до круглых 2,5—4 см в длину и 2–3,4 см в ширину, заканчиваются грубым коротким косым клювом.

## Таксономия
Вид Hakea cycloptera был впервые официально описан шотландским ботаником Робертом Броуном в 1810 году в Transactions of the Linnean Society of London. Видовой эпитет — от древнегреческих слов kyklos, означающих «круг» и pteron для «крыла», относящихся к форме крыла семени.

## Распространение и местообитание
H. cycloptera произрастает на полуострове Эйр в Южной Австралии. Растёт на песчаной почве, в эвкалиптовых кустарниках, выдерживает умеренные морозы. Густой кустарник, произрастающий в засушливых местностях, создающий подходящую среду обитания диких животных.